# NGC 426
NGC 426 (други обозначения – UGC 760, MCG 0-4-35, ZWG 385.26, NPM1G −00.0041, PGC 4363) е елиптична галактика (E) в съзвездието Кит.
Обектът присъства в оригиналната редакция на „Нов общ каталог“.